# Тургояк (посёлок)
Тургоя́к — посёлок (до 2004 — посёлок городского типа) в России в Челябинской области. Административно входит в состав Миасского городского округа. Население — 2618 человек (2010). Протяжённость посёлка с севера на юг — 4,5 км, с запада на восток — 2 км. В посёлке тридцать восемь улиц.
Посёлок расположен на восточном склоне Ильменских гор, между восточным берегом озера Тургояк и западным берегом реки Миасс, в 18 км к северу от железнодорожной станции Миасс I. Неподалёку от посёлка находится Ильменский заповедник.
Посёлок известен с 1761 года как железный рудник златоустовских заводов. Население посёлка занималось вспомогательными работами: углежжением, заготовкой деловой древесины, дров и сена для заводов. Дома и хозяйственные постройки выполнены из дерева и камня. Срубы домов, амбаров и сараев выполнялись из лиственницы и сосны, ель шла на кровлю. Из камня сделаны цокольные этажи и хозяйственные постройки.

## История
Первое упоминание датируется 1756 годом, когда в посёлок, для работы на Златоустовском, а позднее Миасском медеплавильном заводе, прибыли первые переселенцы.
Первоначально, это были крепостные из Тульской, Орловской, Рязанской губерний.
1774 год, в Тургояке расположился Емельян Пугачев с войском, где по некоторым данным собирал силы для похода на Златоуст. Пребывание Пугачева отражено в некоторых названиях — Пугачевская поляна, Пугачевская пещера, озеро Инышко и другие
В 1881 году, после строительства храма Михаила Архангела поселение меняет свой статус с села на поселок.
В 1882 году в Тургояке строится дамба, на которой возводится первая мельница и пекарня, дамба существует до сих пор, также выполняя функцию моста. Расположена она рядом с территорией городского пляжа.
Деревня Тургояк сначала именовалась Тургоякским медным рудником Златоустовского завода, находилась в 650 верстах от Оренбурга (губернского города), от Троицка (уездного города) в 160 верстах, от ближайшей почтовой станции Миасского завода в 20 верстах. Основным занятием жителей было рыболовство, бортничество, выжигание древесного угля, ткачество льняного полотна, добыча медной руды, драгоценного камня в Ильменских горах. Всё изготовленное и добытое крестьянами увозилось на подводах в Миасс и Златоуст. Особая гордость и честь жителей — добыча золота на благо Российского государства. Деревню Тургояк можно было считать зажиточной. Развивалось личное подворье. В 1850 году в Тургояке была основана первая школа, которая находилась в ведении горного ведомства.
Важным в жизни деревни стал 1861 год. Заводские люди Тургоякской деревни становились свободными, освобождались от обязательных работ для Златоустовского завода. Жители получили земельный надел и вышли в состояние свободных сельских обывателей. К 80-м годам XIX века деревня превратилась в торгово-промысловый центр.
По переписи 1866 года в поселке насчитывалось 180 дворов, с 1041 жителем.
В начале 20 века Тургояк приобретает новое качество и становится местом отдыха. Здесь строят дачи влиятельные чиновники, инженеры и служащие уральских заводов (дача горного инженера Е.Н. Барбот де Марни, владельца паровой мельницы В.А. Герасимова, дворянина П.С. Виткова и других).
В 1930 году, с началом коллективизации организуется колхоз «Красноуралец», просуществовавший до 1940 года, в состав колхоза входило сельскохозяйственное кредитное товарищество, объединявшее местных кустарей.
В 1940 году все земли колхоза были переданы артели «Ударник»
В 1942 году, село Тургояк переименовывается в поселок Тургояк.
В начале 50-х годов население поселка начинает расти, за счет строящихся в Миассе новых оборонных предприятий, а также расширения существующих.
С начала 70-х годов Тургояк становится все более популярным в туризме и отдыхе.
В 90-е годы в туристической сфере наступает упадок. Дома отдыха закрываются, многие стоят в плачевном состоянии и к началу двухтысячных переходят в частные руки, та же участь, за редким исключением постигает пионерские лагеря, которые перестраиваются под новые нужды.
Также к концу 90-х годов Тургояк переживает строительный бум, массово скупаются старые дома и земельные участки. Некоторые улицы практически полностью заменяются новостроем, на ранее пустующих участках возводятся новые районы, развивается инфраструктура поселка.
В настоящее время посёлок сохраняет курортное значение, здесь расположен дом отдыха «Тургояк» и несколько гостиниц, ведётся активное строительство коттеджей. В 2006 году сдан 10-этажный жилой дом, расположенный вблизи дома отдыха и городского пляжа. В посёлке работают несколько магазинов, библиотека, школа и детский сад. Имеются Храм Царственных Страстотерпцев и часовня, возводится Храм Архангела Михаила.
К 2020 году, практически весь берег Тургояка, за исключением городского пляжа закрыт для подъезда на автомобиле. Дорожная инфраструктура в летние месяцы не выдерживает потока автомобилей, из-за чего, пробки в это время становятся привычным явлением.

## Население
| 1959 | 1970  | 1979  | 1989  | 2002  | 2010  |
| ---- | ----- | ----- | ----- | ----- | ----- |
| 7762 | ↘5290 | ↘4388 | ↘3486 | ↘2292 | ↗2618 |

Большая часть населения работает на Уральском автомобильном заводе.

## Транспорт
Посёлок связан с Миассом наземным общественным транспортом — автобусные рейсы выполняются до расположенного рядом Машгородка, а маршрутные такси следуют до вокзала — железнодорожной станции Миасс I. Железнодорожная платформа Тургояк расположена в 12 км юго-западнее посёлка и не связана с ним дорогами с твёрдым покрытием, а также маршрутами общественного транспорта.